# Ribeira de Campilhas
Ribeira do distrito de Setúbal que nasce na vertente leste da Serra do Cercal, e que desagua na margem esquerda do Rio Sado, na povoação de Alvalade, concelho de Santiago do Cacém.